# Gare de Clacy - Mons
Gare de Clacy - Mons vasútállomás Franciaországban, Clacy-et-Thierret településen.

## Vasútvonalak
Az állomást az alábbi vasútvonalak érintik:
- La Plain-Hirson-vasútvonal

## Kapcsolódó állomások
A vasútállomáshoz az alábbi állomások vannak a legközelebb:
- Gare d’Anizy - Pinon
- Gare de Laon